# Zornica (obwód Chaskowo)
Zornica (bułg. Зорница) – wieś w południowej Bułgarii, w obwodzie Chaskowo, w gminie Chaskowo. Według danych Narodowego Instytutu Statystycznego w Bułgarii, 31 grudnia 2011 roku wieś liczyła 246 mieszkańców.